# 1976年のラジオ (日本)
1976年のラジオ (日本)では、1976年の日本のラジオ番組、その他ラジオ界の動向について記す。

## 主なその他ラジオ関連の出来事
- 1976年内（詳細時期不明） - NHK-FM、ローカル送出におけるステレオ化整備を、関東甲信越全局（長野、新潟、甲府、横浜、浦和、千葉、水戸、前橋、宇都宮）と仙台、静岡、富山、福井、岡山、広島、山口、徳島、高松、北九州、長崎、佐賀、大分、宮崎、鹿児島の各局にて完了。これに伴い、以上の局のFMローカル番組がステレオ化される[1][注 1]。

## 特別番組

### 5月放送
- 8日 - しあわせの心・TBSラジオ スタジオ関東平野（東京放送）

### 9月放送
- 1日 - 2日
  - 人間バンザイ ふれあいの1日（MBSラジオ）[2]

## 開始番組

### 1976年1月放送開始
ニッポン放送
- 8日 - 山下達郎のオールナイトニッポン

### 1976年3月放送開始
ニッポン放送
- 29日 - ひやま信彦の早起きもいちど劇場

### 1976年4月放送開始
NHKラジオ第1放送
- 5日
  - ニュースリポート
  - 歌のアラカルト
  - 親子談話室
  - 歴史と人間
- 6日 - 邦楽ジョッキー
- 8日 - 夜のサスペンス
- 9日 - 思い出の芸と人
- 11日
  - 仲間の音楽会
  - 私の歩んだ道
- 25日 - 文化講演会
- 開始日不明 - 文芸選評

NHKラジオ第2放送
- 11日 - NHK文化シリーズ

NHK-FM放送
- 5日 - 夕べの広場
- 11日 - ヤングジョッキー

STVラジオ
- 4日 - 千春のひとりうた

山形放送
- 開始日不明 - 農業一口メモ

東京放送
- 5日
  - おはよう利根川裕です
  - 夜はともだち
- 開始日不明 - 5スイート・キャッツ

文化放送
- 4日 - 決定!全日本歌謡選抜
- 5日
  - 片山竜二のおはよう文化放送です
  - おはよう細田勝です
  - 高島忠夫のダイナミックジャンボ
- 10日
  - 片山竜二のおはよう土曜日 文化放送です
  - ワイワイワイド 善行け土曜日

ニッポン放送
- 開始日不明
  - 太田裕美のくるくるジョッキー[3]
  - 裕美と明のヒットヒットで大熱戦[3]
  - 竹村健一のずばりジャーナル

山梨放送
- 3日 - NASAヤングアテンション

北陸放送
- 開始日不明 - 天下御免の日曜日!

毎日放送
- 5日 - ペンギンタイム〜おはようサンスタ一〜

大阪放送
- 5日
  - 早起きいちばん 鏡宏一です
  - OBC目覚しワイド 朝はどこからプリンから
  - わっしょいスペシャル・ハイ本番!○曜バチョン
- 開始日不明 - スネークマンショー

ラジオ関西
- 開始日不明 - 神戸発日曜午後一時

エフエム東京
- 1日 - 音の本棚
- 10日 - ソニー・ビッグ・スペシャル
- 開始日不明 - ニュー・ミュージック・ナウ

日本短波放送
- 開始日不明 - BCLスクランブル

### 1976年6月放送開始
文化放送
- 20日 - GO!GO!キャンディーズ[3]

エフエム東京
- 10日 - グンゼ・ニューミュージック共和国

### 1976年8月放送開始
ニッポン放送
- 30日 - いまに哲夫の歌謡パレードニッポン

### 1976年9月放送開始
山陽放送
- 1日 - ワイドおかやま、あなたのラジオです

### 1976年10月放送開始
東京放送
- 4日 - 山田二郎ワイドで勝負!90分
- 開始日不明
  - 沢村貞子のおふくろ説法"いいすぎたかしら"
  - プロ野球40年名勝負夜話
  - 土曜・電リクパレード
  - ヒューマンドキュメント あの瞬間

文化放送
- 7日 - ミッドナイト ライブスペシャル
- 開始日不明
  - 全日本ヤング選抜
  - サンデー・スペシャル 決定!!全日本歌謡選抜
  - 午後6時のニュースレーダー
  - 産業ニュース解説
  - ジャイアンツ・歌謡ビッグスタジアム
  - 電リク'76
  - あの町この人この話題

ニッポン放送
- 4日
  - ねらえ!サウンドライフ
  - 夜のドラマハウス
- 7日 - タモリのオールナイトニッポン
- 10日 - ミュージックスカイホリデー
- 開始日不明
  - フォーライフ・フォー・ユー
  - ジャイアンツアワー
  - フォーク電リク

毎日放送
- 4日 - ほんまか 電話リクエスト

山陽放送
- 4日 - 歌謡リクエストセブン

九州朝日放送
- 4日 - KBCナイトタウン

エフエム東京
- 1日 - FMフレッシュモーニング

### 1976年11月放送開始
ニッポン放送
- 開始日不明 - 山口百恵と大石悟郎のフォーエバー・フォーク[3]

エフエム東京
- 1日 - ワールド・オブ・エレガンス

東海ラジオ放送
- 7日 - ナゴヤフォークタウン

九州朝日放送
- 開始日不明 - さだまさしの引き出しのすみっこ

### 開始日不明
NHK-FM放送
- 夕べのひととき

ニッポン放送
- ハロー (ラジオ番組)

エフエム東京
- 新日鐵アワー・音楽の森

## 終了番組

### 1976年4月放送終了
NHKラジオ第2放送
- 4日 - 市民大学講座（ラジオ版）

NHK-FM放送
- 2日 - くらしの話題